# KCTD9
KCTD9‏ (None) هوَ بروتين يُشَفر بواسطة جين KCTD9 في الإنسان.